# Aquaculture urbaine
 (mai 2024).

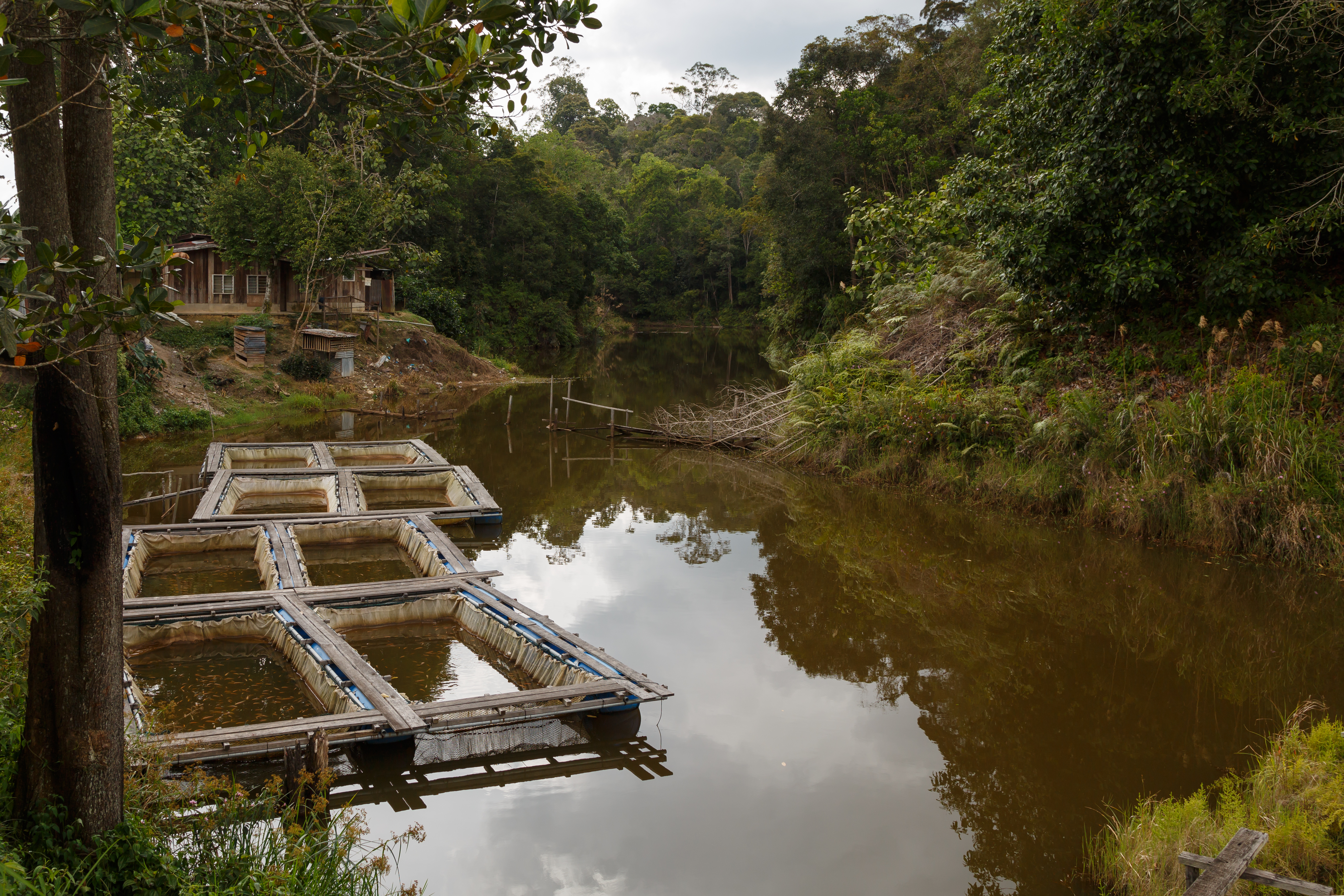
Aquaculture

L'aquaculture urbaine est l'élevage d'organismes aquatiques, comprenant tous les types de poissons, de seiches, de moules, de crevettes et de plantes aquatiques en milieu urbain (rivières, étangs, lacs, canaux). Par essence, l’aquaculture urbaine est la pratique de l’aquaculture dans un environnement urbain ou en cours  d'urbanisation. Les systèmes d'aquaculture urbaine peuvent être associés à une multitude de lieux de production, d'espèces utilisées, d'environnements et d'intensités de production différents. L’utilisation de l’aquaculture urbaine s'est accru au cours des dernières années, car les populations continuent de s’urbaniser et  la demande de denrées alimentaires en milieu urbain augmente. Les méthodes de production comprennent des dispositifs provenant du recyclage, des procédés de culture implantés sur terre, des zones humides multifonctionnelles, des étangs, des bassins de rétention et des lacs, ainsi que des pêcheries d'élevage en bassins,. La plupart des productions en milieu urbain sont soit extensives (la productivité est basée uniquement sur le ruissellement naturel), soit intensives (réservoirs et bassins de production en monoculture), à la différence de l'aquaculture en général qui est globalement semi-intensive.

## Histoire
L'aquaculture urbaine apparaît dès la fin de la Seconde Guerre mondiale avec la demande des consommateurs pour davantage de produits de la mer et se poursuit jusqu'aux années 1970 où elle est passée d'une pratique communautaire à petite échelle à une pratique commerciale. En outre, on constate que l'aquaculture urbaine n'a cessé de se développer dans le monde entier jusqu'à aujourd'hui.
Quand on observe de plus près l'histoire et les débuts de l'aquaculture urbaine en Europe, on trouve des exemples de prototypes d'aquaculture urbaine dans les villas romaines, les monastères, les châteaux, les manoirs et les bassins d'élevage de l'Europe ancienne. On peut en déduire que l'aquaculture à cette époque représentait une avancée technologique, un moyen de démontrer son statut social, un dispositif permettant de prévenir les maigres prises de poissons et correspondait à une demande croissante des consommateurs pour les produits de la mer. Ultérieurement, les pressions et les événements qui ont finalement conduit à l'abandon de ces différents systèmes sont documentés, notamment plusieurs événements historiques notables tels que la chute de l'Empire romain, ainsi que le dépeuplement et la régression économique qui ont eu lieu au cours de la période médiévale.
Selon White et coll. (2004), l'aquaculture est principalement pratiquée en Asie, avec plus de 70 % de la production provenant uniquement de Chine. Ce qui représente 33 % de la production mondiale de poisson. Bien que l'aquaculture soit généralement pratiquée à l'échelle industrielle, les trois poissons les plus élevés sont issus de l'aquaculture à petite échelle. De plus, les auteurs indiquent comment l’aquaculture urbaine a continué à croître régulièrement dans le monde jusqu’à présent. La légitimité de leurs affirmations est étayée par le fait qu'ils publient pour SeaWeb, un centre d'échange d'informations sur l'aquaculture destiné à la recherche et à la publication de contenus sur les politiques et les pratiques aquacoles.
L'aquaculture remonte à l'an 1000 avant notre ère, en Chine, où elle est encore pratiquée aujourd'hui. De là, elle a commencé à se propager à d’autres parties du monde, comme l’Europe et l’Asie. L’aquaculture a poursuivi son développement, mais n’est devenue visible qu’à l’ère de l’industrialisation (Alimentarium.org, 2019). L'aquaculture a atteint un niveau mondial au cours de la dernière décennie, principalement en raison de la demande croissante en crevettes des pays développés. De plus, les pêcheurs ont besoin d'autres opportunités, car ils craignent la réduction des ressources marines en raison de la surpêche et du changement climatique.

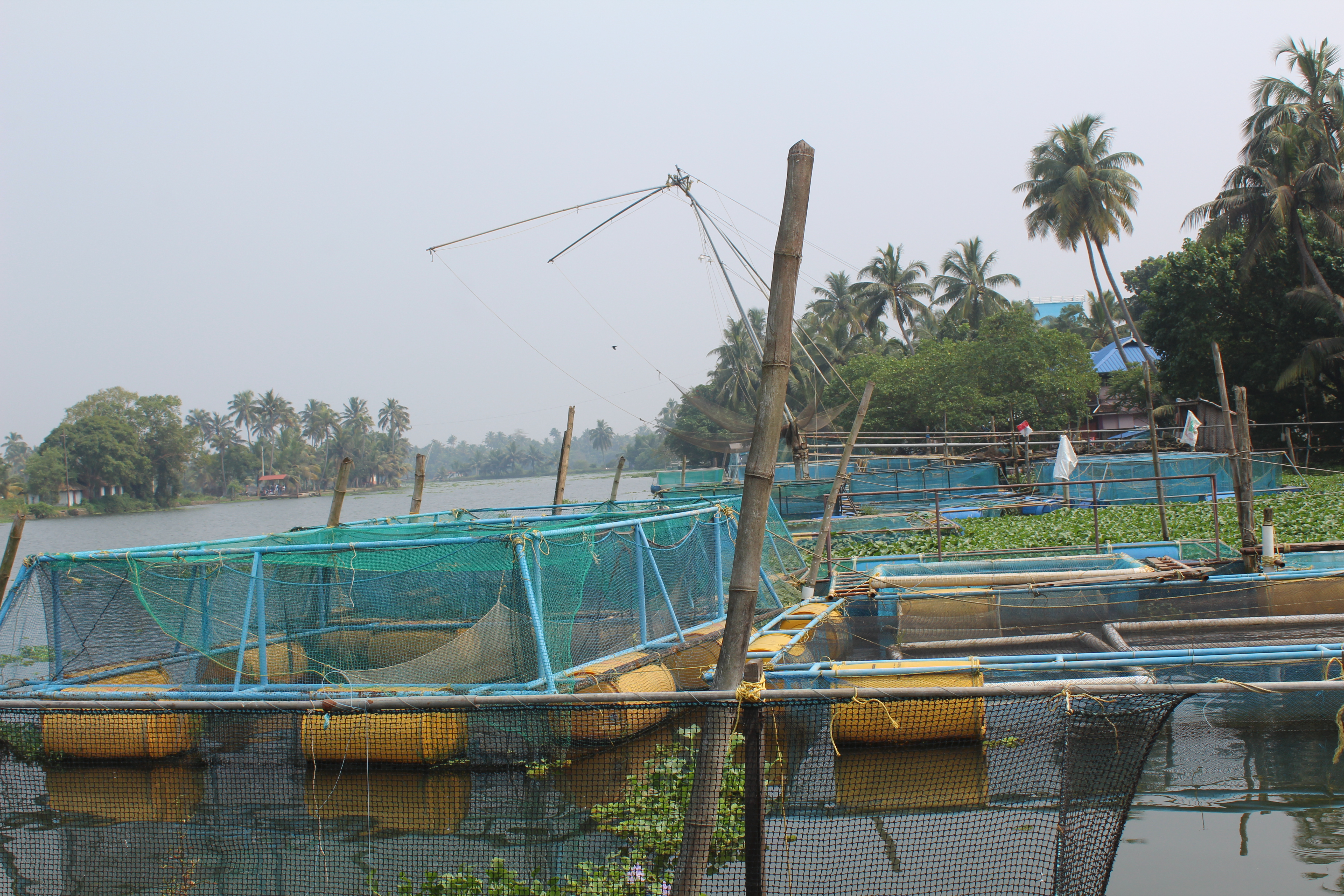
Aquaculture dans un lac

## Méthodes d'utilisation
Fournir un compte rendu détaillé des méthodes de production actuellement utilisées en Europe, telles que les unités de recirculation, les installations d'aquaculture marine intégrées horizontalement et les systèmes exploitant les sous-produits industriels.
Différents types d'aquaculture urbaine sont actuellement utilisés dans le monde entier, se répartissant en fonction de leur utilisation spécifique, tels que : les systèmes de culture terrestres ; de zones humides multifonctionnelles ; d'étangs, de bancs d'emprunt et de lacs ; ainsi que des pêcheries en bassins d'élevage.
Les systèmes d'aquaculture à recirculation (RAS) sont les systèmes de réutilisation de l'eau utilisés dans de nombreux domaines.
Il existe de nombreuses façons d’utiliser les systèmes d’aquaculture urbaine. Notamment des systèmes aquacoles tels que les systèmes qui utilisent principalement des bassins et des enclos d'élevage. Les systèmes terrestres utilisent des étangs, des réservoirs et des couloirs à circulation d'eau. Les systèmes de recyclage sont généralement des systèmes fermés à contrôle élevé, tandis que les systèmes aquacoles irrigués sont destinés aux poissons d'élevage, à la pisciculture et aux étangs d'irrigation (Fao.org, 2019). Cependant, on peut affirmer que les systèmes avec gestion de l’eau sont ceux qui sont le plus souvent utilisés.

## Impacts
| Acidité                         | pH 6–9 |
| Arsenic                         | <440 µg/L                                                                                                 |
| Alkalinité                      | >20 mg/L (as CaCO3)                                                                                       |
| Aluminum                        | <0.075 mg/L                                                                                               |
| Ammoniaque (non-ionized)        | <O.O2mg/L                                                                                                 |
| Cadmium                         | <0.0005 mg/L en eau douce <0.005 mg/L en eau calcaire                                                     |
| Calcium                         | >5 mg/L                                                                                                   |
| Dioxyde de carbone              | <5–10 mg/L                                                                                                |
| Chloride                        | >4.0 mg/L                                                                                                 |
| Chlorine                        | <0.003 mg/L                                                                                               |
| Cuivre                          | <0.0006 mg/L en eau douce <0.03 mg/L en eau calcaire                                                      |
| Sursaturation de gaz            | <100% total de la pression de gaz (103% pour les œufs de salmonidés /alevins)(102% pour la truite de lac) |
| Sulfure d'hydrogène             | <0.003 mg/L                                                                                               |
| Fer                             | <0.1 mg/L                                                                                                 |
| Plomb                           | <0.02 mg/L                                                                                                |
| Mercure                         | <0.0002 mg/L                                                                                              |
| Nitrate                         | <1.0 mg/L                                                                                                 |
| Nitrite                         | <0.1 mg/L                                                                                                 |
| Oxygène                         | 6 mg/L pour poissons d'eau froide 4 mg/L pour poissons d'eau chaude                                       |
| Sélénium                        | <0.01 mg/L                                                                                                |
| Total des solides dissous       | <200 mg/L                                                                                                 |
| Total des solides en suspension | <80 NTU au-dessus du niveau ambiant                                                                       |
| Zinc                            | <0.005 mg/L                                                                                               |

### Avantages
Les opportunités potentielles sont les suivantes : les membres des communautés défavorisés peuvent avoir accès à une nourriture plus abordable ; la production locale de poissons et de plantes aquatiques peut prévenir l'insécurité alimentaire ; les moyens de subsistance peuvent s'améliorer et il peut y avoir des opportunités de retours sur investissement élevés. Les nombreuses recherches menées par Bunting et Little sur ce sujet confèrent une grande légitimité à leur analyse des coûts et des avantages de l’aquaculture urbaine.
L'aquaculture urbaine revêt une importance considérable et indéniable et présente de multiples avantages, tels que la sécurité alimentaire et le maintien de l'offre pour répondre à la demande du marché, ainsi que la garantie de nombreuses opportunités d'emploi et de revenus stables pour de nombreuses familles (Bunting et al.). L’apport le plus important de l’aquaculture urbaine à la société et à l’environnement est le fait qu’elle réutilise les eaux usées et les sous-produits de l’agriculture (Bunting et al.). Cela offre une solution satisfaisante au problème de l'accès limité aux ressources et c'est pourquoi l'aquaculture urbaine devrait être plus répandue et encouragée pour tous les bénéfices qu'elle apporte à la société dans son ensemble.
De plus, l'aquaculture présente un avantage certain pour l'économie. C'est une excellente source alternative de nourriture et de carburant. Cela peut augmenter le nombre d'emplois possibles puisqu'elle fournit de nouveaux produits et plus de main-d'œuvre (Bunting et Little, 455). Lorsqu’on parle d’avantages environnementaux, l’aquaculture contribue à réduire la pollution grâce aux mollusques et aux algues. Il ouvre la voie à une utilisation durable des ressources marines et contribue à la préservation de la biodiversité. Enfin, cela réduit la pression globale sur l'environnement parce qu'il est moins nécessaire de pêcher des espèces sauvages et offre des options aquacoles alternatives.

### Inconvénients
Selon Bunting et Little, les contraintes de l'aquaculture urbaine comprennent les variations de production, le refus d'accès aux membres défavorisés d'une communauté, l'étalement urbain, la concurrence entre les utilisateurs, le vol, la contamination des ressources, la pollution environnementale, des coûts d'investissement élevés, des risques financiers, une vulnérabilité face aux maladies, des pannes techniques et des conditions de marché volatiles. Selon l'évaluation de l'un des auteurs sur l'aquaculture urbaine, la population mondiale résidant dans les villes dépassait la moitié de la population totale en 2007 et beaucoup d'entre eux se trouvent en situation économique précaire.
Bunting et Little (2003) recommandent une approche systémique pour l'aquaculture. Dans la bibliographie annotée fournie, il ressort également que la fertilité des sols diminue rapidement. En outre, d’ici 2030, environ les trois quarts de la population latino-américaine vivront dans des villes. Cela le rend d’autant plus important pour les moyens urbains de production alimentaire. Vingt pour cent de la nourriture produite dans le monde provient des zones urbaines.
Les opposants à l'aquaculture affirment que cette méthode ne contribue pas à réduire les déchets, mais qu'elle en est plutôt la cause. L’aquaculture devient ainsi une menace pour l’écosystème côtier. Beaucoup disent que cela contamine l’eau et menace la santé de ceux qui utilisent cette eau. De plus, certains aliments pour poissons peuvent être contaminés par des pesticides et des produits chimiques utilisés pour nourrir les poissons. On dit que l’aquaculture a généralement un impact négatif sur l’environnement puisqu’elle doit faire disparaître des terres pour construire des bassins et des réservoirs à poissons.

## Mise en œuvre

### La ville de New York
Schreibman et Zarnoch discutent des résultats potentiels de la mise en œuvre de l'aquaculture urbaine. Pour ce faire, ils utilisent la ville de New York, aux États-Unis, comme site modèle. Ils fournissent de nombreux détails sur le processus de passage de « l'aquaculture urbaine du concept à la pratique… » dans cet endroit spécifique. Schreibman et Zarnoch (2009) affirment que les normes strictes des États-Unis en matière de production alimentaire constituent une porte ouverte à une bonne production alimentaire issue de l'aquaculture. Ils discutent des impacts potentiels que de tels systèmes pourraient avoir sur l'environnement et l'économie des zones métropolitaines. Selon les auteurs, le succès de l'aquaculture dépend du soutien financier qu'elle reçoit.

### Le Cap
L'aquaculture a été mise en œuvre au Cap pour produire plus de deux tonnes de poisson par an. Certains entrepreneurs comme Alan Flemming, dont l'objectif est de fournir de la nourriture aux communautés à faible revenu grâce à un système d'aquaculture urbaine innovant est déjà reconnu mondialement. Grâce à la technologie appliquée, la ferme aquacole a approvisionné les 39 meilleurs restaurants du Cap. Des endroits comme Cape Town ont essayé de mettre en œuvre l'aquaculture et produisent désormais plus de deux tonnes de poisson par an.

### Brésil
Une mise en œuvre réussie de l’aquaculture signifierait qu’il s’agit d’une méthode d’utilisation aquacole durable et fonctionnelle. La mise en œuvre nécessite une planification minutieuse et concise mettant l’accent sur la préservation de l’environnement plutôt que sur sa destruction. Au Brésil, le gouvernement a encouragé des études sur le zonage et la démarcation des parcs aquacoles qui, si elles étaient menées à bien, pourraient faire du Brésil le plus grand producteur au monde de poissons élevés dans des bassins en filet.

## Systèmes
Alors que l'aquaculture urbaine commence à se généraliser, notamment dans les zones côtières, il est logique d'observer et d'étudier les systèmes utilisés dans la production du poisson et de tous les autres produits. Il existe trois systèmes qui diffèrent les uns des autres par l'intensité avec laquelle ils sont gérés. Les systèmes sont : extensif, semi-intensif et intensif. L'aquaculture extensive se caractérise principalement par une dépendance accrue à l'égard de la nourriture naturelle dans le processus de production du stock (Bunting et al.). La production semi-intensive, quant à elle, repose principalement sur l'application d'engrais ; ceci est fait afin d'améliorer la production alimentaire naturelle et de maintenir l'utilisation de suppléments faibles en protéines (Bunting et al.). Quant aux systèmes à gestion intensive, cependant, ils dépendent d’intrants riches en protéines d’origine externe. En outre, les sous-produits et les déchets sont utilisés pour produire des aliments à haute valeur et niveau de protéines, tels que des vers tubifex et des larves de mouches, pour approvisionner les producteurs aquacoles (Bunting et al.). Celui-ci montre et met en valeur les différents moyens de production de l'aquaculture urbaine et comment ils sont entretenus et intégrés dans le processus d'élevage du poisson et des autres produits.
Il existe trois types généraux de systèmes aquacoles en fonction de la manière dont ils sont gérés. Ils comprennent des systèmes extensifs, semi-intensifs et intensifs. Les systèmes d’aquaculture extensifs sont généralement menés dans des étangs ou des plans d’eau de taille moyenne à grande. La production de poisson dépend de la productivité naturelle de l'eau, ce qui rend ce système peu coûteux et demande peu d'entretien. Avec la pisciculture semi-intensive, la production de poisson par unité est faible. Cependant, ils ont tendance à être incomplets et sont rarement utilisés comme seule source de nourriture. La pisciculture intensive implique que la quantité de poisson produite par unité de surface d'élevage soit grande. Pour intensifier la culture, il faut maîtriser les facteurs de production afin d'améliorer les conditions de production.

## Voir également
- Aquaculture